# Laila Boonyasak
Laila Boonyasak, thailändska ไลลา บุญยศักดิ์ – Laila Bunyasak, tidigare Chermarn Boonyasak, född 15 september 1982 i Bangkok, är en thailändsk skådespelare och fotomodell.
Boonyasak blev berömd för sin roll som June/Tang i filmen Rak haeng Siam (2007). Andra viktiga filmroller har hon haft i den thailändske regissören Yuthlert Sippapaks skräck-komedi Buppah Rahtree och uppföljaren Buppah Rahtree Phase 2: Rahtree Returns. Hon medverkade också i den thailändske regissören Pen-Ek Ratanaruangs dramafilm Universums sista dagar (2004), (originaltitel:เรื่องรัก น้อยนิด มหาศาล, Ruang rak noi nid mahasan). Där spelade Bonnyasak den yngre systern till karaktären som spelades av hennes, också i verkliga livet, äldre syster Daran Boonyasak.

## Biografi
2001 spelade den blott 18 år gammal Boonyasak tonårsmamma i dramat Na Tang Baan Raek (Ungefär "Det första fönstret"). Som etablerad stjärna gjorde hon 2007 en biroll i det romantiska tonårsdramat Love Of Siam av den thailändske regissören Chookiat Sakveerakul. För den rollen erhöll hon Suphannahong National Film Award för Bästa kvinnliga biroll.
I rollen som hämndlystet spöke i Buppah Ratree tolkas hennes framträdande som skådespelare som ett uttryck för kvinnlig ilska över ett patriarkaliskt samhälle.
2007 uppmärksammades hon för sin roll i Rak haeng Siam av den thailändske regissören Chookiat Sakveerakul.
2014 hade hon en av huvudrollerna i tonårsfilmen Khid thueng withaya av den thailändske regissören Nithiwat Tharatorn. Samma år engagerade sig Boonyasak tillsammans med andra kändisar i FN:s flyktingkommissariat för att sprida budskapet om Världsdagen för flyktingar.
2014 var också året då Boonyasak kom på kant med media, efter att ha räckt ett långfinger på Instagram.
Boonyasak har också varit mentor i reality-serien The Face Thailand (säsong 1 och 4) och The Face Thai All Stars som sänts på Thailands TV kanal 3.